# Astronesthes niger
Astronesthes niger is een  straalvinnige vissensoort uit de familie van Stomiidae. De wetenschappelijke naam van de soort is voor het eerst geldig gepubliceerd in 1845 door Richardson.